# 70. odred (TO RS)
70. odred je bil odred Teritorialne obrambe SR Slovenije, ki je deloval na področju Zgornjega Posočja.

## Zgodovina
Odred je bil ustanovljen leta 1986 z reorganizacijo 1. bataljona tedaj ukinjene 11. brigade.
Med vojno za Slovenijo odred ni deloval kot celota, ampak so odredove enote delovale posamično. 28. junija 1991 je bila izvedena mobilizacija poveljstva odreda in 1. čete. 30. junija je bila mobilizirana še 3. četa.

## Organizacija
1991
- štab
- prištabne enote:

- zaledni vod

- tehnični oddelek
- intendantski oddelek
- sanitetni oddelek

- pionirski vod
- oddelek za zveze
- oddelek ABKO
- vod za ognjeno podporo

- oddelek MM 82 mm
- oddelek NT 82 mm
- oddelek RRM OSA

- operativne enote:

- 1. četa
- 2. četa
- 3. četa

## Poveljstvo
1991
- komandant: kapetan 1. razreda Maks Jan
- namestnik komandanta: kapetan 1. razreda Metod Ciril Leban
- pomočnik komandanta za operativne zadeve: kapetan Iztok Uršič
- pomočnik komandanta za zaledje: kapetan 1. razreda Vojko Rot
- pomočnik komandanta za politične zadeve: kapetan 1. razreda Marjan Orač
- pomočnik komandanta za obveščevalno dejavnost: kapetan 1. razreda Zdenko Čopi
- komandir 1. čete: poročnik Vinko Gabršček
- komandir 2. čete: kapetan Aleksander Skrt
- komandir 3. čete: kapetan Goran Komac